# Amanda (Filmpreis)/Bester Hauptdarsteller
Amanda: Bester Hauptdarsteller
Aufgelistet sind die Gewinner in der Kategorie Bester Hauptdarsteller (Beste mannlige hovedrolle/skuespiller) seit der ersten Verleihung des nationalen norwegischen Filmpreises Amanda im Jahr 1985. Ab 2024 werden die bis dahin getrennt für Frauen und Männer bestehenden Kategorien für die beste Haupt- sowie die beste Nebenrolle und durch eine geschlechtsneutrale Kategorie Beste Hauptrolle (Beste skuespiller i en hovedrolle) ersetzt.

## Preisträger
| Jahr   | Preisträger                      | norwegischer Filmtitel                       | deutscher Filmtitel                                    |
| ------ | -------------------------------- | -------------------------------------------- | ------------------------------------------------------ |
| 1985   | Helge Jordal                     | Orions belte                                 | Gürtel des Orion                                       |
| 1986   | Nils Ole Oftebro                 | Du kan da ikke bare gå                       |                                                        |
| 1987   | Bjørn Sundquist                  | Over grensen – Feldmann-saken                |                                                        |
| 1988   | Erik Hivju                       | Tartuffe                                     |                                                        |
| 1989   | Reidar Sørensen                  | Himmelplaneten                               |                                                        |
| 1990   | Sverre Anker Ousdal              | Kreditorene                                  |                                                        |
| 1991   | Per Sunderland                   | Dødsdansen                                   |                                                        |
| 1992   | Wilfred Breistrand               | Thomas F's siste nedtegnelse til allmenheten | Thomas F's letzte Aufzeichnungen für die Allgemeinheit |
| 1993 * | Hannu Kivioja                    | Den fortapte sønn, finnisch: Tuhlaajapoika   | Der verlorene Sohn                                     |
| 1994   | Espen Skjønberg                  | Secondløitnanten                             | Der letzte Leutnant                                    |
| 1995   | Sverre Hansen und Kjell Stormoen | Eggs                                         | Eierkopf                                               |
| 1996   | Bjørn Sundquist                  | Søndagsengler                                | Sonntagsengel                                          |
| 1997   | Robert Skjærstad                 | Budbringeren                                 | Junk Mail – Wenn der Postmann gar nicht klingelt       |
| 1998   | Sverre Anker Ousdal              | Blodsbånd                                    |                                                        |
| 1999   | Ingar Helge Gimle                | Absolutt blåmandag                           |                                                        |
| 2000   | Bjørn Sundquist                  | Sejer – se deg ikke tilbake                  |                                                        |
| 2001   | Svein Scharffenberg              | Når nettene blir lange                       | Cabin Fever                                            |
| 2002   | Robert Stoltenberg               | Borettslaget                                 |                                                        |
| 2003   | Aksel Hennie                     | Jonny Vang                                   | Jonny Vang                                             |
| 2004   | Anders Baasmo Christiansen       | Buddy                                        | Buddy                                                  |
| 2005   | Kristoffer Joner                 | Naboer                                       | Next Door                                              |
| 2006   | Trond Fausa Aurvåg               | Den brysomme mannen                          | Anderland                                              |
| 2007   | Raouf Saraj                      | Vinterland                                   | Vinterland – Winterland:                               |
| 2008   | Trond Espen Seim                 | Varg Veum – Falne engler                     | Der Wolf – Gefallene Engel                             |
| 2009   | Aksel Hennie                     | Max Manus                                    | Max Manus                                              |
| 2010   | Stellan Skarsgård                | En ganske snill mann                         | Ein Mann von Welt                                      |
| 2011   | Henrik Rafaelsen                 | Sykt lykkelig                                | Happy, Happy                                           |
| 2012   | Kristoffer Joner                 | Kompani Orheim                               | Kompanie Orheim                                        |
| 2013   | Pål Sverre Hagen                 | Kon-Tiki                                     | Kon-Tiki                                               |
| 2014   | Aksel Hennie                     | Pionér                                       | Pionier                                                |
| 2015   | Bjørn Sundquist                  | Her er Harold                                | Kill Billy                                             |
| 2016   | Anders Baasmo Christiansen       | Welcome to Norway                            | Welcome to Norway                                      |
| 2017   | Kristoffer Joner                 | Hjertestart                                  |                                                        |
| 2018   | Adil Hussain                     | Hva vil folk si                              | Was werden die Leute sagen                             |
| 2019   | Tobias Santelmann                | Mordene i Kongo                              | Congo Murder                                           |
| 2020   | Jan Gunnar Røise                 | Barn                                         | Beware of the Children                                 |
| 2021   | Jakob Oftebro                    | Den største forbrytelsen                     | Betrayed                                               |
| 2022   | Pål Sverre Hagen                 | The Middle Man                               | The Middle Man – Ein Unglück kommt selten allein       |
| 2023   | Pål Sverre Hagen                 | Krigsseileren                                | War Sailor                                             |